# Les Requins du pétrole
Pour plus de détails, voir Fiche technique et Distribution.
Les Requins du pétrole est un film franco-autrichien réalisé par Rudolf Katscher et Henri Decoin, sorti en 1933. C'est la version française de Unsichtbare Gegner réalisé par Rudolf Katscher.

## Synopsis
Un ingénieur est confronté à des personnes qui veulent spéculer sur du pétrole qui n'existe pas.

## Fiche technique
- Titre original : Les Requins du pétrole
- Réalisation : Rudolf Katscher et Henri Decoin, assisté de Rolf Eckbauer
- Scénario : Ludwig von Wohl
- Dialogues : Henri Decoin
- Adaptation : Philipp Lothar Mayring, Heinrich Oberländer, Reinhart Steinbicker
- Décoration : Erwin Scharf
- Photographie : Georg Bruckbauer, Eugen Schüfftan
- Montage : Rudi Fehr, Rudolf Schaad
- Son : Alfred Norkus
- Musique : Rudolph Schwarz
- Producteur : Sam Spiegel
- Société de production : Pan-Film
- Pays d'origine :  France /  Autriche
- Format :  Noir et blanc - 1,37:1 - Mono (Tobis-Klangfilm)
- Genre : Drame
- Durée : 90 minutes
- Dates de sortie : 
  - France - 14 juillet 1933
  - Autriche - 24 novembre 1933 à Vienne

## Distribution
- Raoul Aslan : Delmonde
- Raymond Cordy : Hans Mertens
- Gabriel Gabrio : James Godfrey
- Jean Galland : Pierre Ugron
- Vivian Grey : Eve Ugron
- Peter Lorre : Henry Pless
- Arlette Marchal : Jeannette
- Robert Ozanne